# Philip Connard
Philip Connard, född 24 mars 1875, död 8 december 1958, var en brittisk konstnär.
Connard tillhörde sin tids mest ansedda brittiska landskapsmålare. Connards tavlor uppvisar en kraftfull ljusbehandling och mjuka lufttoner. Han målade även blomsterstycken, interiörer och "sällskap i det gröna". Connord framträdde även som tecknare och illustratör.